# 포항급 초계함
포항급 초계함(浦項級 哨戒艦)은 대한민국 해군의 고속정 다음으로 국산화가 이루어진 함급이고, 주요 활동 목적은 경계 임무활동, 호위함이나 구축함 보조를 통한 대수상전 등이다. 1984년 초도함 건조를 시작, 1993년에 건조가 모두 완료되어 총 24척이 만들어졌고, 총 28척인 초계함 전력 중에 24척을 차지하는 대한민국 해군의 주력함이다. 
2010년 3월 26일 침몰한 천안함도 포항급 초계함이다. 천안함 침몰로 인하여 SLQ-261K 대어뢰 기만체계를 장착했다.

## 제원

### 초기형
- 제작사 : 대한조선공사, 코리아 타코마(현 한진중공업), 현대중공업, 대우조선해양
- 배수량 : 1,076톤
- 전장 : 78.1m
- 전폭 : 9.6m
- 홀수 : 2.9m
- 속도 : 31노트
- 무장 :
  - 오토멜리라 76mm 컴펙트포 단장 1문
  - 에머슨 30mm 2연장 2문
  - MM38 엑조세 미사일 2대
- 승조원 : 95명 (장교 10명)
- 소나, 어뢰, 폭뢰 모두 장착됐다.

### 후기형
- 제작사 : 대한조선공사, 코리아 타코마, 현대중공업, 대우조선해양
- 배수량 : 1,220 톤
- 전장 : 88.3m
- 전폭 : 10m
- 흘수 : 2.9m
- 속도 : 32노트
- 무장
  - 오토멜리라 76mm 컴펙트포 단장 2문
  - 브레다 40mm 2연장 2문
  - MK 46 mod-1 3연장 어뢰튜브 2대
  - 하푼 대함미사일
- 소나 : Signaal PHS-32 Hull mounted Sonar
- 승조원 : 95명 (장교 10명)

마지막으로 건조된 신성함(PCC-783)과 공주함(PCC-785)은 대공방어에 적합하도록 장비가 개선되었다.
천안함 사건으로 대어뢰 기만체계를 장착하는 등의 개량이 되었으나, 2020년 기준 굉장히 노후된 함종이고 인천급 호위함과 대구급 호위함으로 대체될 예정인만큼 어디까지나 자기 자신만 제한적으로 방어할 수 있을 정도로만 간단히 개량되었다.

## 함 목록
대부분의 초계함 명칭은 지역 이름을 따서 만들어졌다. 0, 4는 결번으로 존재하지 않는다.

### 초기형
| 함명   | 선체번호 | 건조사       | 진수       | 인수       | 취역       | 퇴역       | 비고                                                |
| 2차선  | 2차선    | 2차선        | 2차선      | 2차선      | 2차선      | 2차선      | 2차선                                               |
| ------ | -------- | ------------ | ---------- | ---------- | ---------- | ---------- | --------------------------------------------------- |
| 포항함 | PCC-756  | 대한조선공사 | 1984-02-07 | 1984-10-31 | 1984-12-18 | 2009-06-30 | 포항 동빈내항에서 일반에게 공개된 채 보존되고 있다. |
| 군산함 | PCC-757  | 코리아타코마 | 1984-03-27 | 1984-11-30 | 1984-12-17 | 2011-09-30 | 2012년 3월 콜롬비아 해군에 무상공여.                |
| 경주함 | PCC-758  | 현대중공업   | 1984-06-08 | 1985-04-30 | 1985-05-01 | 2014-12-30 | 페루 해안 경비대에 양도.                            |
| 목포함 | PCC-759  | 대우조선     | 1984-10-12 | 1985-05-10 | 1985-05-17 | 2014-12-30 | 필리핀 해군이 인수거절, 다른 국가를 찾고 있다.      |

### 후기형
| 함명         | 선체번호 | 건조사       | 진수       | 인수       | 취역       | 퇴역       | 비고                                                |
| 3차선        | 3차선    | 3차선        | 3차선      | 3차선      | 3차선      | 3차선      | 3차선                                               |
| ------------ | -------- | ------------ | ---------- | ---------- | ---------- | ---------- | --------------------------------------------------- |
| 김천함       | PCC-761  | 대한조선공사 | 1985-11-29 | 1986-08-31 | 1986-09-01 | 2015-12-31 | 베트남 해군에 공여.                                 |
| 충주함       | PCC-762  | 코리아타코마 | 1986-01-24 | 1986-09-30 | 1986-11-30 | 2016-12-27 | 목포함 대신 필리핀 해군에 공여.                     |
| 진주함       | PCC-763  | 현대중공업   | 1986-02-12 | 1986-10-29 | 1986-11-01 | 2016-12-31 | 이집트 해군에 공여.                                 |
| 여수함       | PCC-765  | 대우조선     | 1986-06-14 | 1986-11-28 | 1986-12-01 | 2017-12-27 | 베트남 해군에 공여.                                 |
| 4차선        |          |              |            |            |            |            |                                                     |
| 진해함       | PCC-766  | 대한조선공사 | 1987-03-18 | 1988-07-02 | 1988-09-30 | 2017-12-27 | 진해 음지도 해양공원에 전시 중 제2연평해전 참전     |
| 순천함       | PCC-767  | 코리아타코마 | 1987-04-03 | 1988-07-30 | 1988-09-30 | 2019-12-24 | 페루 해군에 무상공여.                               |
| 익산(이리)함 | PCC-768  | 현대중공업   | 1987-03-24 | 1988-09-13 | 1988-09-30 | 2018-12-31 | 콜롬비아 해군에 무상공여.                           |
| 원주함       | PCC-769  | 대우조선     | 1987-10-23 | 1988-09-29 | 1988-09-30 | 2021-12-31 | 2002년 림팩 참가                                    |
| 안동함       | PCC-771  | 대한조선공사 | 1987-04-30 | 1988-12-29 | 1989-01-05 | 2020-12-31 | 2003년, 해성 시험 발사 성공 필리핀 해군에 공여 예정 |
| 천안함       | PCC-772  | 대한조선공사 | 1987-07-24 | 1988-12-30 | 1989-01-05 | 2010-06-11 | 천안함 사건으로 상실.                               |
| 부천함       | PCC-773  | 현대중공업   | 1988-12-30 | 1989-04-28 | 1989-05-04 | 2021-03-31 |                                                     |
| 성남함       | PCC-775  | 대우조선     | 1987-12-11 | 1989-05-03 | 1989-05-04 | 2021-12-31 |                                                     |
| 제천함       | PCC-776  | 코리아타코마 | 1987-12-08 | 1989-05-03 | 1989-05-04 | 2021-12-31 | 제2연평해전 참전                                    |
| 대천함       | PCC-777  | 현대중공업   | 1988-01-22 | 1989-04-28 | 1990-01-07 | 2023-12-28 |                                                     |
| 5차선        |          |              |            |            |            |            |                                                     |
| 속초함       | PCC-778  | 현대중공업   | 1989-07-07 | 1990-02-28 | 1990-03-02 | 2022-12-30 |                                                     |
| 영주함       | PCC-779  | 현대중공업   | 1988-07-27 | 1990-03-31 | 1990-04-20 | 2022-12-30 | 제1연평해전에서 북한 경비정 격파                    |
| 남원함       | PCC-781  | 대우조선     | 1989-10-17 | 1990-04-30 | 1990-05-01 | 2023-12-28 |                                                     |
| 광명함       | PCC-782  | 코리아타코마 | 1989-10-27 | 1990-06-30 | 1990-07-09 | 운용중     | 1998년 여수에서 북한 반잠수정 격파                  |
| 6차선        |          |              |            |            |            |            |                                                     |
| 신성함       | PCC-783  | 대한조선공사 | 1991-10-08 | 1992-03-28 | 1992-03-29 | 운영중     |                                                     |
| 공주함       | PCC-785  | 코리아타코마 | 1992-09-21 | 1993-07-31 | 1993-08-01 | 운영중     |                                                     |

## 같이 보기
- 대한민국 해군
  - 제2함대 (대한민국)
- PCC-772 천안
  - 천안함 침몰 사건
- 구축함